# Coquivacoa

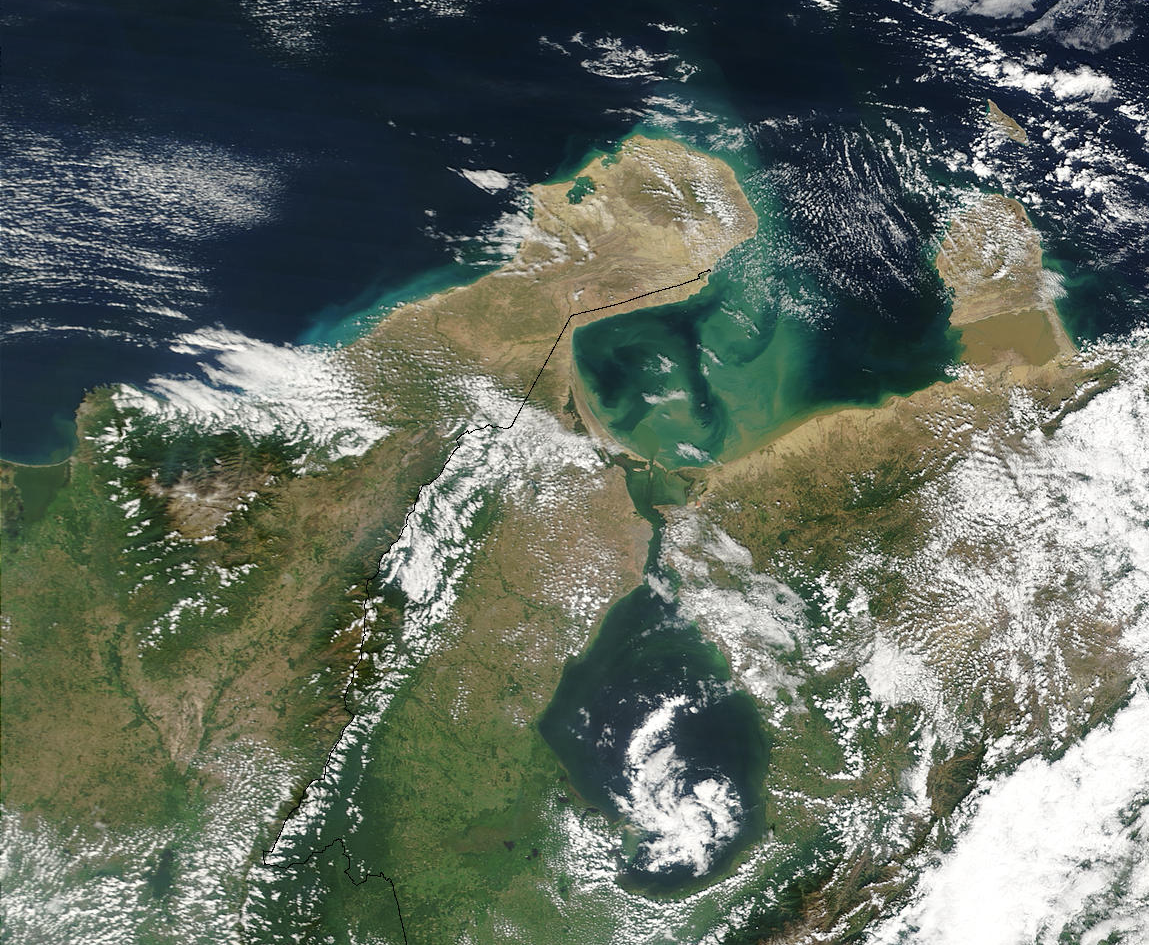
La península de La Guajira a la izquierda, el golfo de Venezuela arriba en forma rectangular y el lago de Maracaibo en forma de lágrima. Cada uno de estos lugares ha sido etiquetado como Coquivacoa.

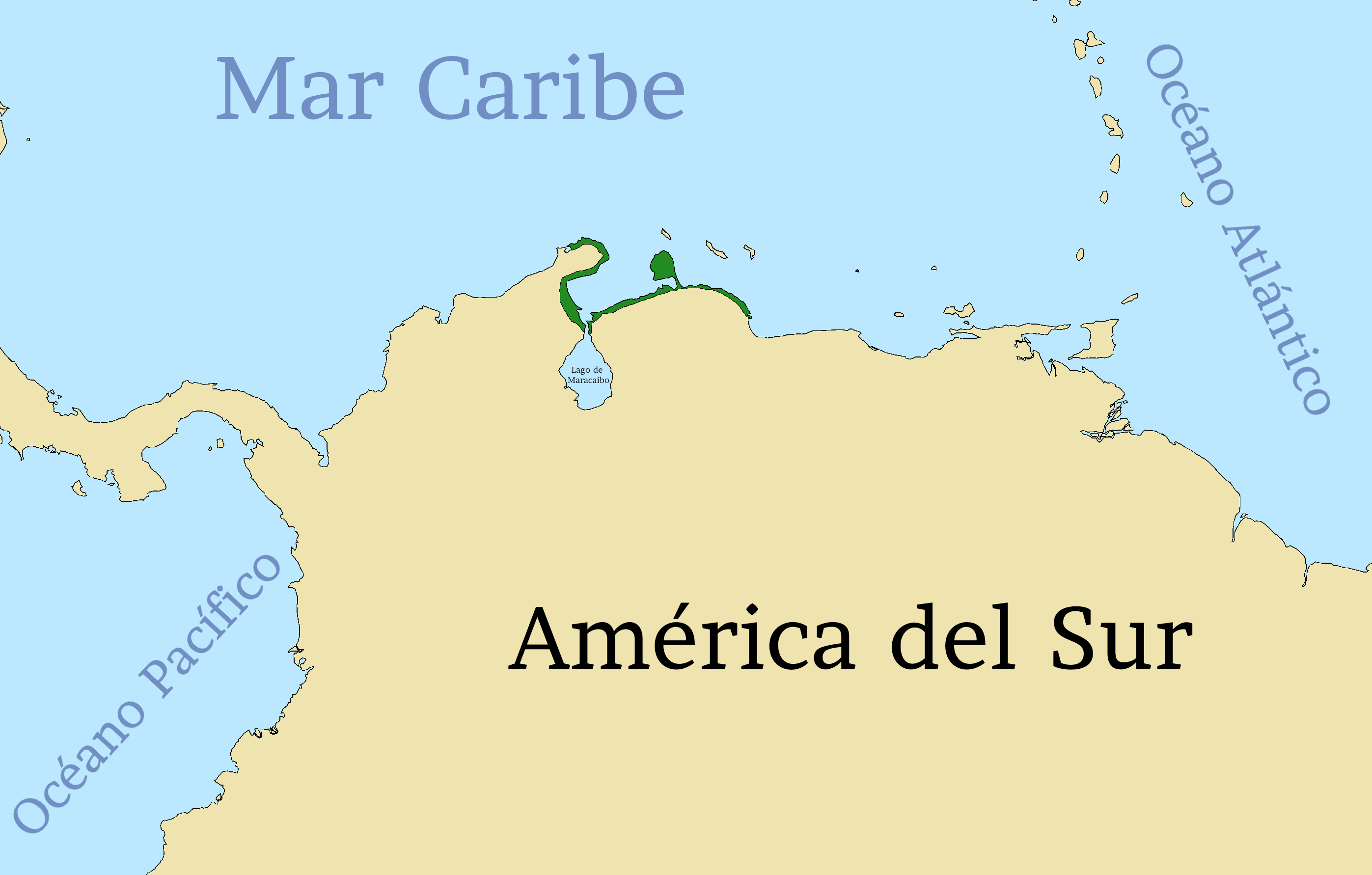
La efímera gobernación de Coquibacoa.

Coquivacoa o Coquibacoa es un nombre indígena para un área en el noroeste de Venezuela y el norte de Colombia, ya sea en el golfo de Venezuela (como lo usó el presidente colombiano, Alfonso López Michelsen en 1974) o en el lago de Maracaibo (como otros argumentan) o posiblemente una región más amplia. También puede ser el nombre de un pueblo indígena en sí mismo, en particular el pueblo que luchó contra Ambrosio Alfinger antes de la fundación del establecimiento de Maracaibo en 1529; el nombre "Maracaibo" puede derivar de un cacique coquivacoa asesinado por Alfinger. Este pueblo puede estar relacionado con (o incluso ser idéntica a) los wayú o caquetíos.
El conquistador español Alonso de Ojeda había sido nombrado gobernador de Coquibacoa en 1502, cargo que solo duró unos meses. Había aplicado el término Coquibacoa a la península de La Guajira, que Ojeda erróneamente pensó que era una isla.

## Legado
Una parroquia en Maracaibo se llama Coquivacoa. Gran Coquivacoa es un grupo de gaita zuliana fundado en 1968. Hay una estación de televisión regional llamada Coquivacoa Televisión. El cantante Alí Primera escribió una canción llamada "Coquivacoa".
Hay una ciudad llamada Chivacoa en el estado de Yaracuy, fundada por el pueblo caquetío.